# دیمیتری کسل
دیمیتری کسل (Dimitri Kessel) (۱۹۰۲-۱۹۹۵) عکاس خبری اوکراینی‌تبار آمریکایی بود. او بسیاری از عکس‌های خود را برای مجله لایف گرفت.
اخیراً چند میلیون از عکس‌های مجله لایف با همکاری گوگل در اینترنت در دسترس قرار گرفته‌است و در این میان مجموعه‌ای از عکس‌های کسل که در دهه ۱۹۵۰ و ۱۹۷۰ در ایران گرفته‌است نیز موجود است.